# Чирчубёаргарур
Чирчубёаргарур (фар. Kirkjubøargarður; иногда Рокстован (фар. Roykstovan)) — старинный жилой дом, расположенный в деревне Чирчубёвур на острове Стреймой, входящем в состав Фарерского архипелага. Представляет собой традиционный деревянный крестьянский дом, построенный поверх руин каменного дворца епископа, заложенного в XI веке. Деревянная часть дома была построена примерно в 1300 году, её устройство напоминает структуру построек, типичных для больших норвежских ферм того времени, например, фермы Агатунет.
Здание состоит из нескольких помещений: рокстова («комната с очагом»), стоккастова («сруб»), лофтсстова («чердак»), а также комнат, выполняющих роль погребов. В стоккастове расположен музей, а в рокстове на начало XXI века проживают представители семнадцатого поколения семьи Патуссонов — потомственных королевских крестьян, владеющих этим домом и прилегающей фермой со времён Реформации, что делает Чирчубёаргарур старейшим деревянным жилым домом в Европе.

## Галерея

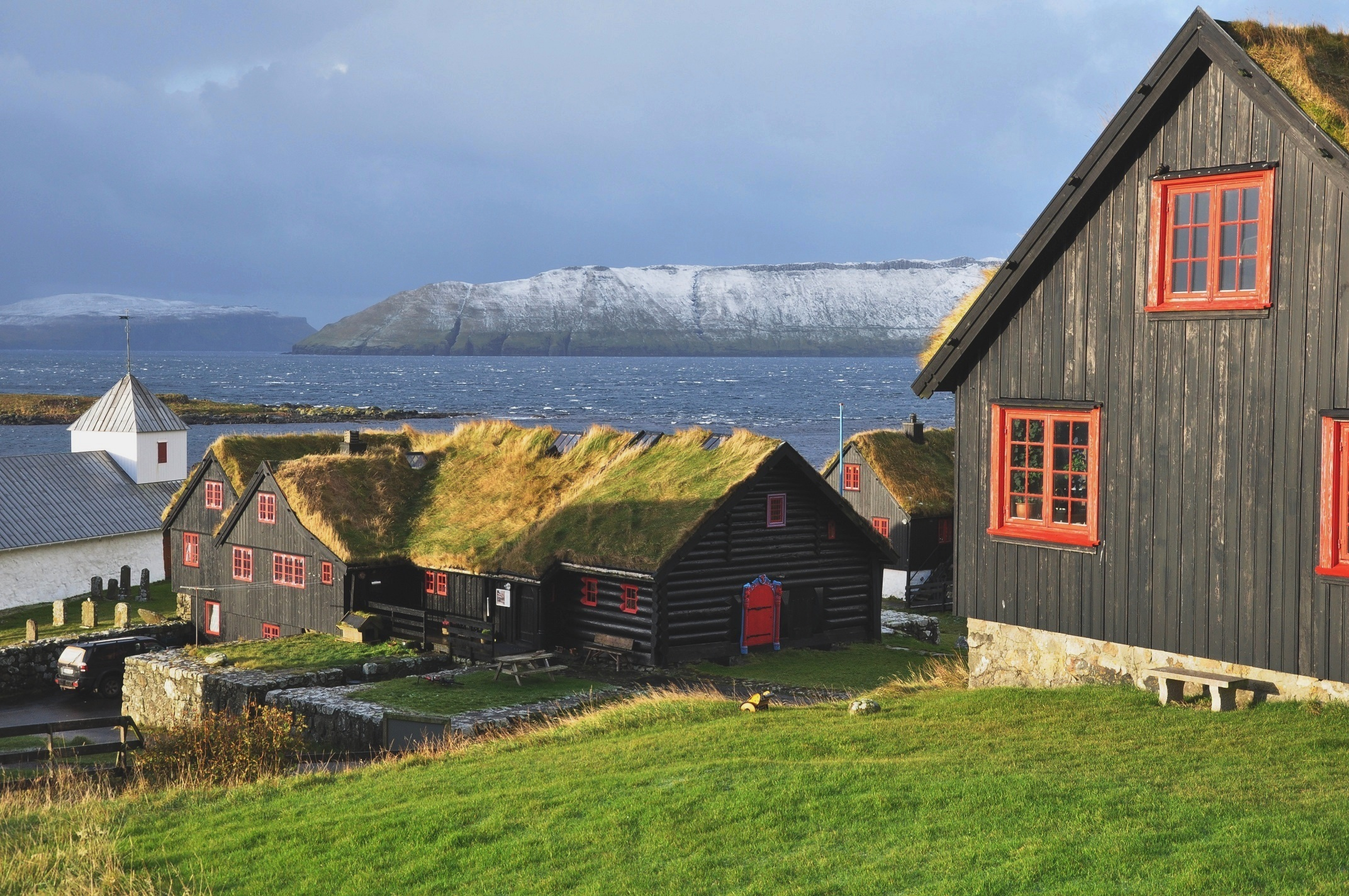
Вид на Чирчубёаргарур и церковь святого Олафа (слева), построенную в XII веке
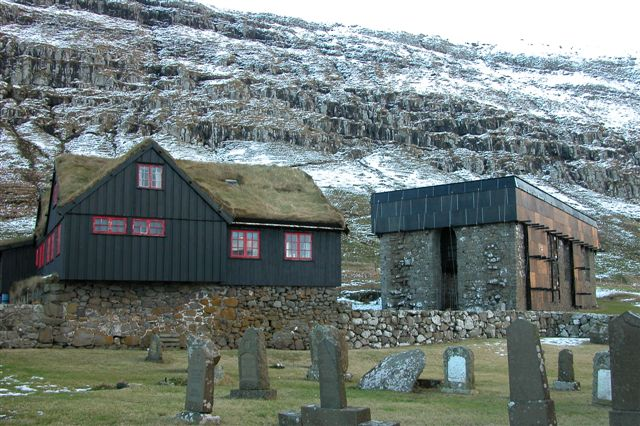
Чирчубёаргарур и руины собора святого Магнуса (справа)
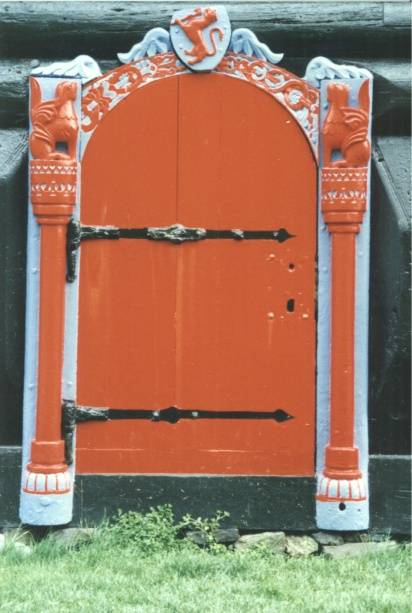
Вход в дом
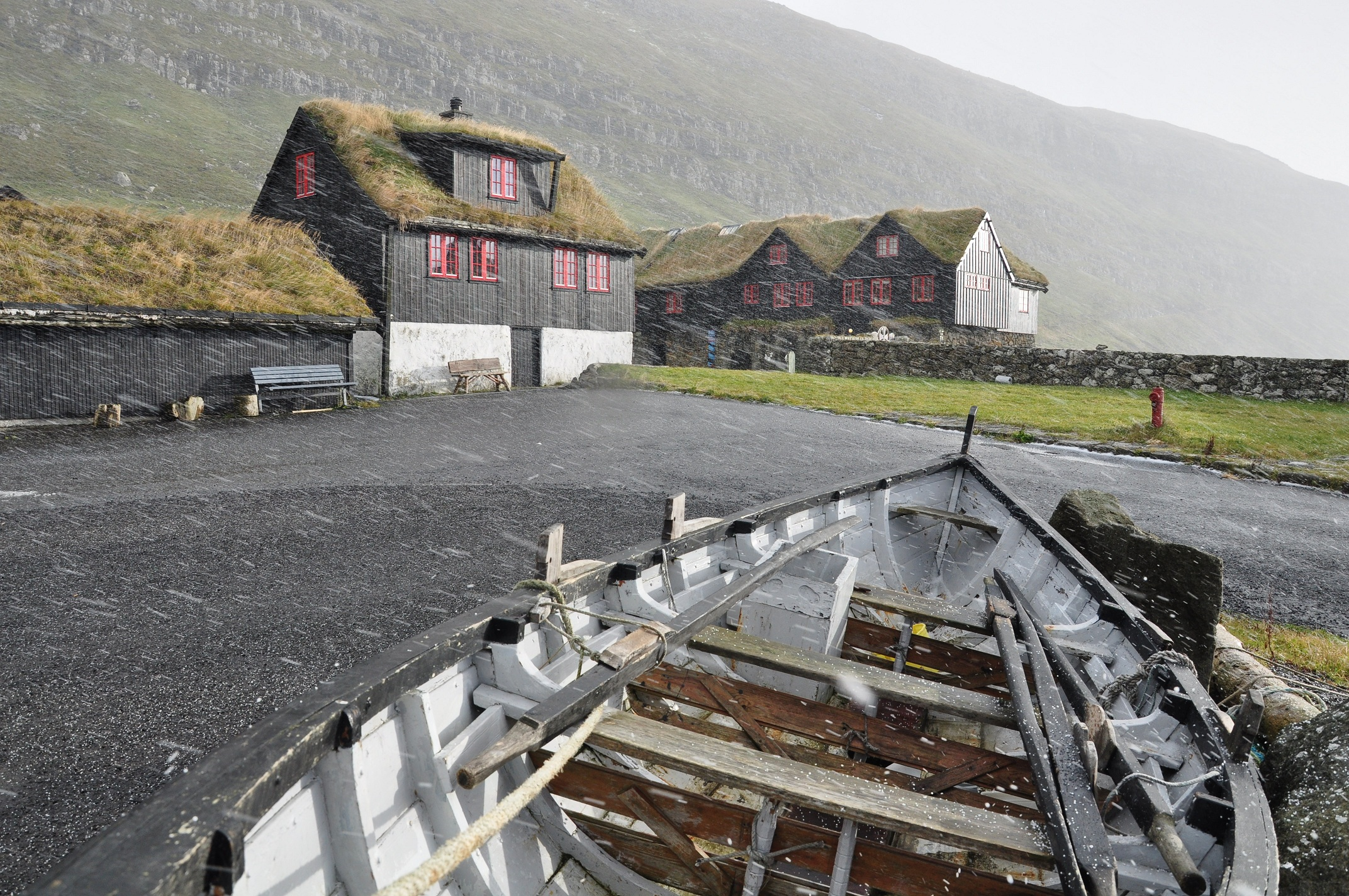